# Cessna 425
Die Cessna 425 Corsair/Conquest I ist ein mit einer Druckkabine ausgestattetes zweimotoriges Turboprop-Flugzeug des US-amerikanischen Herstellers Cessna.

## Entwicklung und Konstruktion
Die Cessna 425 stellt in der Produktpalette von Cessna die Erweiterung der Cessna 421 mit Turboprop-Triebwerken dar. Abgesehen von den etwa gleichen Abmessungen ist sie jedoch in großen Teilen eine Neuentwicklung gewesen, der im Sommer 1980 die Zulassung der US-Luftfahrtbehörde Federal Aviation Administration erhielt. Anfangs als Corsair bezeichnet, wurde das maximale Abfluggewicht des Typs auf 8.600 Pfund (3900 kg) gesteigert und der Name auf Conquest I geändert; im Nachhinein galt diese Auflastung für alle hergestellten Cessna 425. Sie ist mit einem einziehbaren Bugradfahrwerk ausgerüstet.
Zum Entwurf gehört unter anderem ein zusätzliches Staufach in der Bugsektion, das auch sperrige Güter wie Skier bis zu einem Gewicht von 600 Pfund (272 kg) aufnehmen kann; bei vollständig gefüllten Tanks ist allerdings noch eine Zuladung von maximal 697 Pfund möglich, Passagiere und deren Gepäck addiert. Für die sechs möglichen Sitzplätze in der Kabine gab es verschiedene Anordnungmöglichkeiten, wobei die meisten Maschinen mit einer sogenannten „Club-Anordnung“ (jeweils zwei Sitze in und zwei gegen die Flugrichtung mit zwei weiteren im hinteren Kabinenteil) gebaut wurden.
Die Conquest war von Anfang an ein Flugzeug für einen Markt, den bereits andere Flugzeugtypen unter sich aufteilten, vor allem die Beechcraft King Air und die Piper Cheyenne. Zudem kamen später kleine Jets (z. B. Embraer Phenom 100) dazu, sodass der wirtschaftliche Erfolg der Maschine letztlich begrenzt war.
Der Antrieb besteht bei der Conquest I aus zwei Pratt & Whitney Canada PT6A-112-Motoren; die etwas größere Cessna 441, als Conquest II bezeichnet, wird im Gegensatz dazu von zwei Honeywell (Garrett)-Turbinen angetrieben. Die Produktion begann 1981 und endete schon 1986 nach insgesamt 236 Exemplaren.

## Technische Daten
| Kenngröße             | Conquest I                                   |
| --------------------- | -------------------------------------------- |
| Besatzung             | 1–2                                          |
| Passagiere            | bis 7                                        |
| Länge                 | 10,9 m                                       |
| Spannweite            | 13,5 m                                       |
| Höhe                  | 3,8 m                                        |
| Flügelfläche          | 20,9 m²                                      |
| Flügelstreckung       | 8,7                                          |
| Leermasse             | 2244,4 kg                                    |
| max. Startmasse       | 3719,5 kg                                    |
| Reisegeschwindigkeit  | 463 km/h                                     |
| Höchstgeschwindigkeit | 498 km/h                                     |
| Reichweite            | 2480 km                                      |
| Dienstgipfelhöhe      | 9140 m                                       |
| Triebwerke            | 2× Turboprop Pratt & Whitney Canada PT6A-112 |